# Acroceras munroanum
Acroceras munroanum är en gräsart som först beskrevs av Benedict Balansa, och fick sitt nu gällande namn av Johannes Jan Theodoor Henrard. Acroceras munroanum ingår i släktet Acroceras och familjen gräs. Inga underarter finns listade i Catalogue of Life.